# Tau Librae
Tau Librae (τ Lib) es una estrella en la constelación de Libra de magnitud aparente +3,64.
Se encuentra a 366 años luz del sistema solar y es miembro de la asociación estelar «Centaurus Superior-Lupus» o UCL, que a su vez forma parte de la gran asociación Scorpius-Centaurus.
μ Centauri, α Lupi y γ Lupi son otros conocidos miembros de esta asociación.

## Nombre
Aunque Tau Librae no tiene nombre propio habitual, ocasionalmente se la conoce como Derakrab Australis, que significa «la del sur del brazo del Escorpión».
El término Derakrab es una contracción del título árabe Al-Dhira al-Akrab (الذراع العقرب), «el brazo del Escorpión», mientras que la palabra latina Australis especifica «la del sur».

## Características
Tau Librae es una estrella blanco-azulada de la secuencia principal de tipo espectral B2.5V.
Tiene una temperatura efectiva de 20.350 K y brilla con una luminosidad 2705 veces superior a la del Sol.
Gira sobre sí misma con una velocidad de rotación proyectada de 135 km/s y su radio es 5,15 veces más grande que el radio solar.
Exhibe una metalicidad comparable a la solar ([Fe/H] = +0,02).
Tiene una masa 6,8 veces mayor que la del Sol y una edad aproximada de 31,5 millones de años.
Tau Librae tiene una compañera estelar de tipo espectral B5 cuya separación visual es de 0,115 segundos de arco. Su período orbital es de 3,3 días y la excentricidad de la órbita es ε = 0,3.
Puede existir una tercera componente adicional en el sistema.
Tau Librae se mueve en una órbita galáctica muy circular, cuya excentricidad, e = 0,013, es notablemente inferior a la del órbita del Sol, e = 0,16. Así, su distancia respecto al centro de la galaxia apenas varía 187 pársecs entre el apoastro y el periastro.